# Джа'фар II аль-Кальбі
Джа'фар II ібн Абу'л-Футух Юсуф аль-Кальбі (араб. ﺟﻌﻔﺮ ﺑﻦ ﺍﺑﻲ ﺍﻟﻔﺘﻮﺡ ﻳﻮﺳﻒ‎; д/н–1019) — 8-й емір Сицилійського емірату в 998—1019 роках. Держава за його панування досягла найбільшого піднесення.

## Життєпис
Походив з династії Кальбітів. Син еміра Юсуфа. У 998 році хворий батько зрікся трону на користь Джа'фара. 
Доклав значних зусиль для відновлення влади еміра. Також багато зробив для розвитку сільського господарства й торгівлі, внаслідок чого столиця емірату Баларм перетворився в один з найбільших центрів гуртової торгівлі в Середземномор'ї.
Приділяв значну увагу розбудові міст, прокладанню шляхів. Столиця держави Баларм (Палермо) досягло свого розквіту. Тут збудували численні мечеті, школи, лазні, парки, сади. Емір наказав побудувати нову резиденцію, відому як Каср Джа'фар. При його дворі утворився культурний гурток, де перебували науковці, художники, поети і письменники. Сам емір складав вірші й був знавцем філології. 
Разом з тим і далі нападав на візантійські володіння в Італії та дукати й князівства півдня Апеннінського півострова. Найбільш відомими були напади на беневент і Капуї у 1002 році, втім захопити ці міста не вдалося, лише сплюндрувати беневентське і Капуанське князівства. З 1010-х років починається тенденція до замирення із сусідами, насамперед Візантією.
У 1015 році проти Джа'фара II повстав його брат Алі, який спирався на частину рабської гвардії та берберів. Проте заколот придушили, а Алі стратили. Втім у 1019 році емір загинув внаслідок повстання населення Баларму. Йому спадкував брат Ахмад II. 